# Orient (Maine)
Pour les articles homonymes, voir Orient.
Orient est une ville située dans l’État américain du Maine, dans le comté d’Aroostook. 

## Géographie
|                     | Amity (Maine)  |                                 |
| Haynesville (Maine) | Orient         | Paroisse de North Lake          |
|                     | Weston (Maine) | Fosterville (Nouveau-Brunswick) |